# Lepidium appelianum
Lepidium appelianum es una especie de plantas fanerógamas perteneciente a la familia Brassicaceae.

## Distribución
Es nativa del oeste de Asia y este de Europa y se considera planta invasora en Norteamérica donde llegó en 1900.

## Taxonomía
Lepidium appelianum fue descrita por Ihsan Ali Al-Shehbaz y publicado en Novon 12(1): 7. 2002.
Etimología
Lepidium: nombre genérico que deriva del griego, y significa "pequeña escama", en referencia al tamaño y forma de los frutos (silicuas).
appelianum: epíteto
Sinónima
- Cardaria pubescens (C.A.Mey.) Jarm.
- Cardaria pubescens var. elongata Rollins
- Hymenophysa pubescens C.A.Mey.[2]